# Sœurs catéchistes guadalupéennes
Les sœurs catéchistes guadalupéennes (en latin : Instituti Sororum Catechistarum de Guadalupe) forment une congrégation religieuse féminine enseignante et missionnaire de droit pontifical.

## Histoire
La congrégation est fondée le 27 juin 1921 à Saltillo sous le nom de « Ligue catéchétique de la Petite Famille » par Jesús María Echavarría y Aguirre (1858-1954), évêque de Saltillo, pour l'enseignement des filles.
Le 30 septembre 1921, le fondateur visite l'école où travaillent les premières sœurs et leur donne le premier règlement de la communauté. Le 4 juin 1923, le Saint-Siège publie le décret d'érection et choisit le titre actuel pour la congrégation. Le 24 août suivant, six jeunes filles prononcent leur vœux devant l'évêque dans la chapelle de l'école des religieuses du Verbe incarné.
L'institut est agrégé à l'ordre des Carmes Déchaux le 22 février 1924 et reçoit le décret de louange le 11 février 1964.

## Activités et diffusion
Les sœurs se consacrent à l'enseignement et aux missions. 
Elles sont présentes au Mexique et aux États-Unis
La maison-mère est à Saltillo.
En 2017, la congrégation comptait 127 sœurs dans 19 maisons.